# Boa Vista do Gurupi
Boa Vista do Gurupi är en kommun i Brasilien.   Den ligger i delstaten Maranhão, i den nordöstra delen av landet, 1 600 km norr om huvudstaden Brasília. Antalet invånare är 7 949.
I omgivningarna runt Boa Vista do Gurupi växer i huvudsak städsegrön lövskog. Runt Boa Vista do Gurupi är det glesbefolkat, med 15 invånare per kvadratkilometer.